# Concert pour petit orchestre
Concert pour petit orchestre (Frans voor Concert voor klein orkest) is een compositie van Albert Roussel. Het is een werk in het genre Concert voor orkest, maar dan voor klein orkest. De componist had het bedoeld als een begeleidend werk voor zijn Suite in F, zijn opus 33. 
Het concert bestaat (traditioneel) uit drie delen:
1. Allegro
2. Andante
3. Prestro

Roussel schreef zijn Concert pour petit orchestre voor 
- 1 piccolo, 1 dwarsfluiten, 2 hobo’s,  2 klarinetten, 2 fagotten
- 2 hoorns, 1 trompetten
- pauken,
- violen, altviolen, celli, contrabassen

De eerste uitvoering vond plaats op 5 mei 1927 door het Orchestre des concerts Straram onder leiding van Walther Straram.